# Ana Galvão
Ana Galvão (Madrid, 22 de junio de 1974) es una presentadora de televisión y locutora de radio portuguesa.
Vivió y estudió en su ciudad natal hasta 1988, cuando con su familia se mudó a Portugal. Con 18 años inició su carrera en el mundo de la radio, específicamente en la RCL (Rádio Comercial da Linha), para después pasar a la Rádio Marginal, Rádio Expo, y a partir de 1998 se integraría al elenco de Antena 3. En la televisión pasó por diversos programas como Riso, Mentiras e Vídeo, Top +, y en la actualidad es reportera en los programas Só Visto, y Portugal no Coração, ambos de la RTP1. 
También es copresentadora juntamente con José Carlos Malato del concurso Jogo Duplo en la RTP1. En 2009 participó en la emisión especial por la conmemoración del 100.º programa Jogo Duplo en la RTP1, ubicándose en 4.º lugar. Representó los votos de Portugal en el Festival de la Canción de Eurovisión 2010. 
El 3 de septiembre de 2010 se casó con Nuno Markl, y tienen un hijo.